# Macinley Butson
Macinley Butson (Wollongong, c. 2001) es una inventora y científica australiana. Algunos de sus inventos mejoran la vida de las pacientes con cáncer de mama que reciben radioterapia y garantizar el suministro de agua potable para las comunidades en desarrollo.

## Trayectoria
Butson es natural de Wollongong, Nueva Gales del Sur. Empezó a inventar cuando tenía seis años. Cursó el bachillerato en The Illawarra Grammar School.
Tenía 18 años cuando inventó la pegatina de radiación ultravioleta SODIS, que comprueba si el agua es potable, un avance que puede salvar vidas por el agua contaminada. También inventó la armadura SMART, cuyo objetivo es proteger a las pacientes con cáncer de mama de los efectos del exceso de radiación durante el tratamiento de radioterapia.

## Reconocimientos
En 2018 ganó el premio Joven Australiana del Año de Nueva Gales del Sur y al año siguiente el Premio Junior del Agua de Estocolmo 2019.
Posteriormente, por sus contribuciones y papel inspirador en la ciencia, la tecnología, la ingeniería y las matemáticas, en 2020 fue nombrada una de las personas más influyentes del año al ser incluida en la lista 100 Women de la BBC y en la lista Forbes 30 Under 30 Asia en la categoría de Salud y Ciencia.